# Сіді-Алюан (округ)
Сіді-Алюан (араб. معتمدية سيدي علوان) — округ в Тунісі. Входить до складу вілаєту Махдія. Центр округу — м. Сіді-Алюан. Станом на 2004 рік загальна чисельність населення становила 35272 особи.